# Джарзомбек, Рон
Рональд Джон Джарзомбек (англ. Ronald John Jarzombek; род. 15 декабря 1965, Сан-Антонио) — американский гитарист, известный по работе с Spastic Ink, Watchtower, Blotted Science. Старший брат Бобби Джарзомбек — известный барабанщик.

## Биография
Рон Джарзомбек американский гитарист, известный по работе с первопроходцами прог-метала Watchtower из Остина, штат Техас, с безумным трио из 90-х Spastic Ink, и техничной экстремальной группой Blotted Science, в составе бас-гитариста Cannibal Corpse Алекса Уэбстера и барабанщика из Obscura Ханнеса Гроссманна.
Преподаёт игру на гитаре в Сан-Антонио.

## Дискография
Сольные работы –
- PHHHP! (1998)
- Solitarily Speaking Of Theoretical Confinement (2002)
- PHHHP! Plus (2009)
- Beyond Life and Cosmic Kinetics (2012, сингл)

с "Spastic Ink" –
- Ink Complete (1997)
- Ink Compatible (2004)

с "Blotted Science" –
- The Machinations of Dementia (2007)
- The Animation of Entomology (2011, ЕР)

с "Watchtower" –
- Control and Resistance (1989)
- Concepts of Math: Book One (2016, ЕР)

с "S.A.Slayer" –
- Go For The Throat (1988)

с "Gordian Knot" –
- Gordian Knot (1998)

с Marty Friedman –
- Exhibit A - Live In Europe (2007, концертный релиз)

Гостевые работы и прочее –
- (1989) Various Artists - Doomsday News 2 с "Watchtower"
- (1996) Various Artists - 12 Years In Noise: Metal & Beyond с "Watchtower"
- (1998) Various Artists - The Music Of Raymond Scott
- (1999) Various Artists - A Tribute To Accept Vol.1 с "Watchtower"
- (2006) "Loch Vostok" - Destruction Time Again! (гостевое гитарное соло на "Talk")
- (2006) Various Artists - Drum Nation Vol.3 с Chris Adler
- (2007) "Odious Mortem" - Cryptic Implosion (гостевое гитарное соло на "Collapse Of Recreation")
- (2008) "The Fractured Dimension" - Towards the Mysterium (гостевое гитарное соло на "Towards the Mysterium")
- (2008) Jeff Loomis - Zero Order Phase (гостевое гитарное соло на "Jato Unit")
- (2009) "Obscura" - Cosmogenesis (гостевое гитарное соло на "Cosmogenesis")
- (2010) Ray Riendeau - Atmospheres (гостевое гитарное соло на "A Search For Lifeforms")
- (2011) "Terrestrial Exiled" - Duodecimal Levorotation
- (2013) "Protest The Hero" - Volition (гостевое гитарное соло на "Drumhead Trial")
- (2014) Hannes Grossmann - The Radial Covenant (гостевое гитарное соло на "Voyager")

Видео и ДВД
- (1990) Various Artists - Doomsday News - The Video Compilation Volume 2 с "Watchtower"
- (2005) Bobby Jarzombek - Performance & Technique +
- (2006) Chris Adler / Jason Bittner - Live At Modern Drummer Festival 2005 +
- (2007) Marty Friedman - Exhibit B - Live In Japan

+ Примечание: на этих DVD-дисках звучит только музыка написанная Роном.